# Біксі

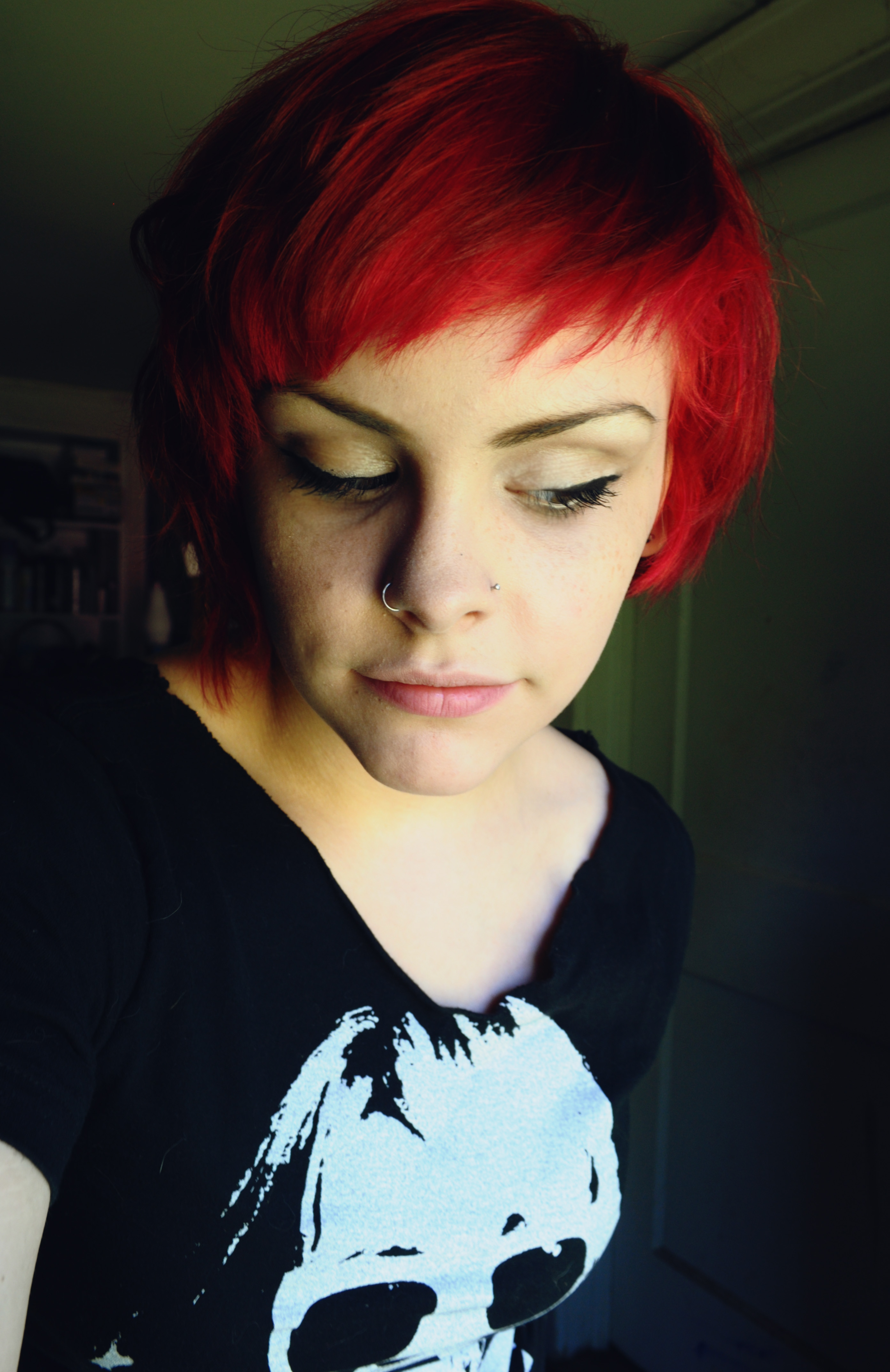
Зачіска біксі

Біксі  - жіноча зачіска з коротко підстриженими пасмами по бокам голови, та довшим волоссям в потиличній зоні. Волосся на потиличній зоні формує гладку об'ємно заокруглену форму . Зачіску біксі називають поєднанням  зачісок Боб (каре) і піксі.
Зачіска біксі зявилася в 1990х роках. Зачіска біксі підкреслює жіночність (успадковано від боба), але разом з цим надає образу якусь грайливість і навіть зухвалість (запозичено від піксі).
Зачіска біксі вважається універсальною через те, що не потребує щоденного укладання, добре підходить для всіх форм обличчя і типів волосся. Біксі підходить жінкам будь-якого віку
.